# Matt Hasselbeck
Matthew Michael "Matt" Hasselbeck (født 25. september 1975 i Boulder, Colorado, USA) er en amerikansk footballspiller, der spiller i NFL som quarterback for Indianapolis Colts. Han kom ind i ligaen i 1998, draftet af Green Bay Packers, og har desuden spillet for Seattle Seahawks og Tennessee Titans.
I 2006 førte Hasselbeck Seahawks frem til Super Bowl, hvor holdet dog tabte til Pittsburgh Steelers. Han er tre gange, i 2003, 2005 og 2007 blevet valgt til Pro Bowl.

## Klubber
- Green Bay Packers (1998–2000)
- Seattle Seahawks (2001–2010)
- Tennessee Titans (2011–2012)
- Indianapolis Colts (2013–)